# Notomastus sinosus
Notomastus sinosus är en ringmaskart som beskrevs av Grube 1877. Notomastus sinosus ingår i släktet Notomastus och familjen Capitellidae. Inga underarter finns listade i Catalogue of Life.